# Pyronota festiva
Pyronota festiva är en skalbaggsart som beskrevs av Fabricius 1775. Pyronota festiva ingår i släktet Pyronota och familjen Melolonthidae. Inga underarter finns listade i Catalogue of Life.

## Bildgalleri

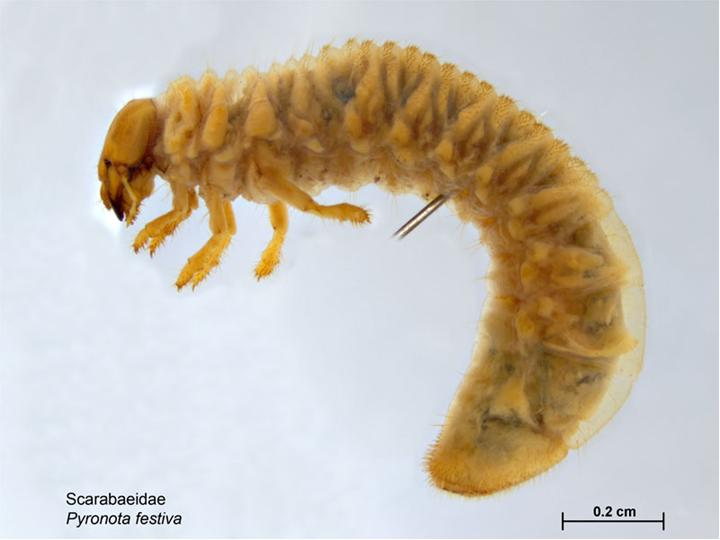
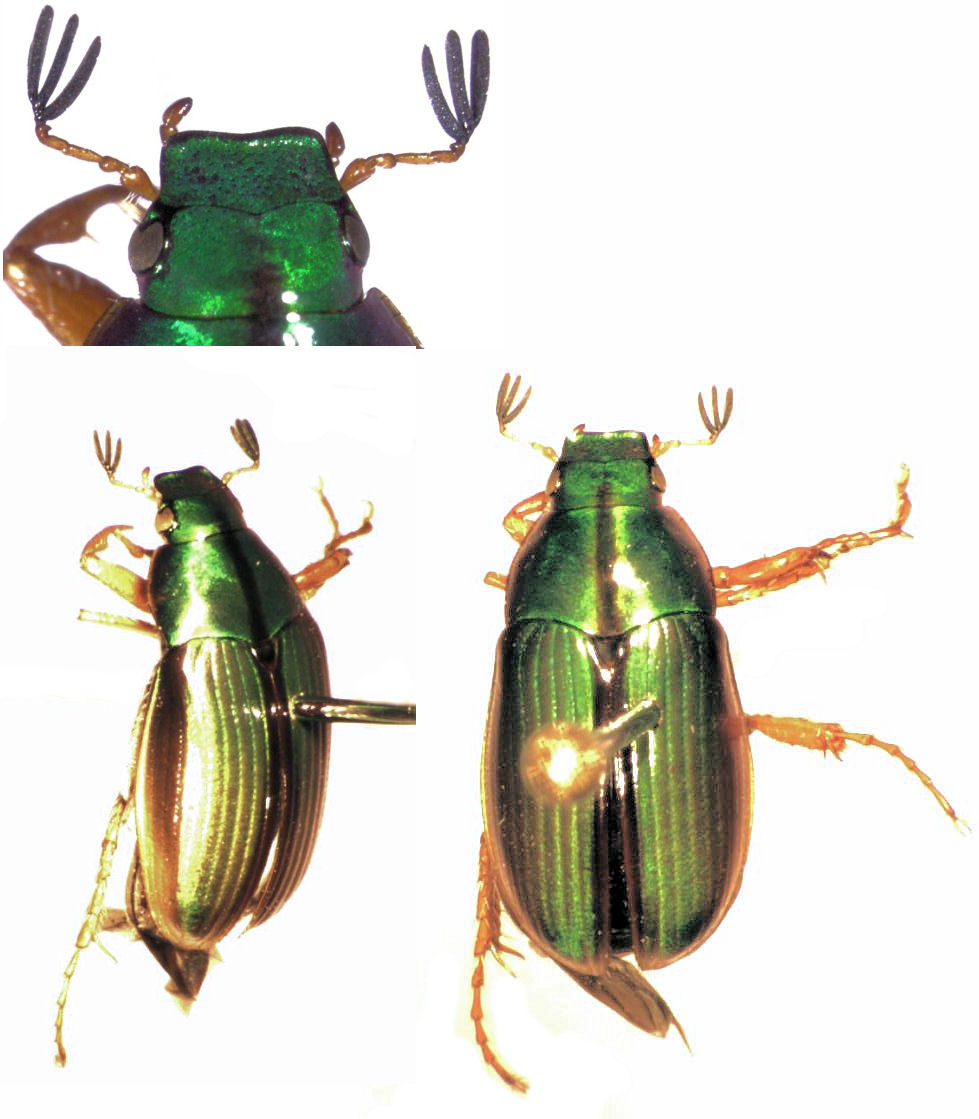
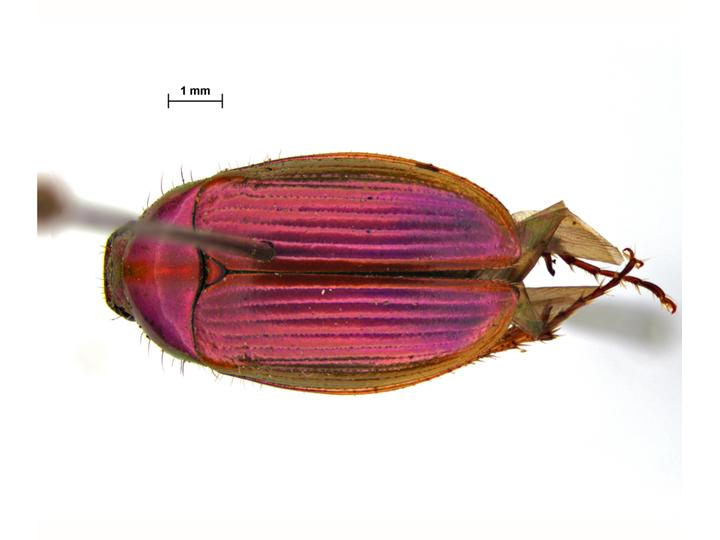
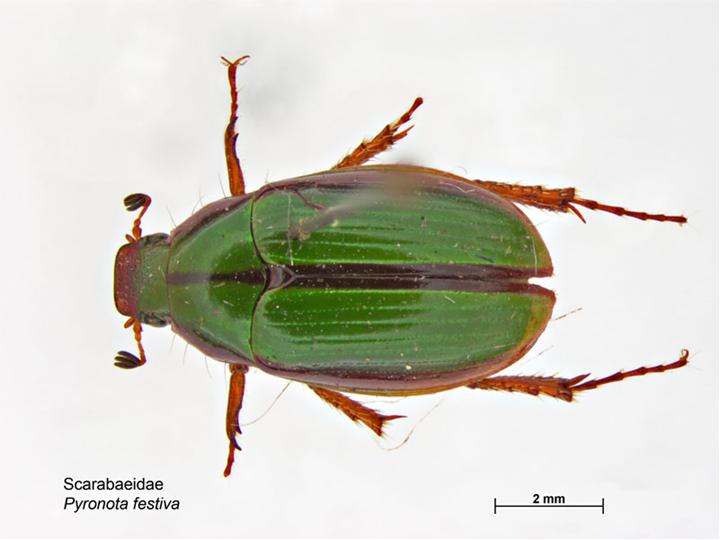